# Yosvans Rojas
Yosvans Rojas (* 23. Dezember 1988) ist ein venezolanischer Radrennfahrer.
Auf der Bahn gewann Rojas 2007 bei der Panamerikameisterschaft in Valencia Silber in der Mannschaftsverfolgung.
Auf der Straße gewann Rojas insgesamt vier Etappen der Vuelta al Táchira: 2010 war er Teil des siegreichen Teams im Mannschaftszeitfahren. 2013 gewann er zwei Etappen und die Punktewertung. Eine weitere Etappe gewann er bei der Vuelta al Táchira 2016, die er als Gesamtdritter abschloss. Außerdem gewann er 2013 eine Etappe der Vuelta a Venezuela.

## Erfolge
2007
- Panamerikameisterschaft – Mannschaftsverfolgung (mit Franklin Chacón, Tomás Gil und Richard Ochoa)

2010
- Mannschaftszeitfahren Vuelta al Táchira

2013
- zwei Etappen und Punktewertung Vuelta al Táchira
- eine Etappe Vuelta a Venezuela

2016
- eine Etappe Vuelta al Táchira